# Ridaforolimus
Ridaforolimus (còn được gọi là AP23573 và MK-8669; trước đây gọi là deforolimus ) là một chất ức chế phân tử nhỏ và nhắm mục tiêu nghiên cứu của mTOR protein, một protein hoạt động như một chất điều hòa trung tâm tổng hợp protein, tăng sinh tế bào, chu trình tế bào sự tiến triển và sự sống của tế bào, tích hợp các tín hiệu từ protein, như PI3K, AKT và PTEN được biết là rất quan trọng đối với bệnh ác tính. Chặn mTOR tạo ra hiệu ứng giống như chết đói trong các tế bào ung thư bằng cách can thiệp vào sự phát triển, phân chia, trao đổi chất và tạo mạch của tế bào.
Nó đã có kết quả đầy hứa hẹn trong một thử nghiệm lâm sàng đối với sarcoma mô mềm và xương tiên tiến.

## Sắp xếp thương mại
Ridaforolimus đang được Merck và ARIAD Pharmaceuticals  đồng phát triển. Vào ngày 5 tháng 5 năm 2010, Ariad Pharmaceuticals và Công ty Merck &  đã công bố một thỏa thuận tiếp thị và phát triển lâm sàng. Với thỏa thuận này, Ariad đã nhận được 125 triệu đô la thanh toán trả trước từ Merck và 53 triệu đô la thanh toán cột mốc. Các khoản thanh toán trong tương lai được kích hoạt khi chấp nhận NDA bởi FDA với khoản thanh toán khác khi thuốc nhận được phê duyệt tiếp thị. Có những cột mốc tương tự để chấp nhận và phê duyệt ở cả Châu Âu và Nhật Bản. Các khoản thanh toán cột mốc khác được gắn với mục tiêu doanh thu cho thuốc. ARIAD đã chọn hợp tác quảng bá Ridaforolimus tại US Merck có kế hoạch nộp Đơn đăng ký thuốc mới (NDA) cho Ridaforolimus cho Cục quản lý thực phẩm và dược phẩm Hoa Kỳ (FDA) và một ứng dụng tiếp thị tại Liên minh châu Âu vào năm 2011. Sau khi từ chối chính thức bởi FDA vào tháng 6 năm 2012, ARIAD / MSD đã quyết định rút đơn xin EMA của họ cho Ridaforolimus vào tháng 11 năm 2012.

## Các thử nghiệm lâm sàng

### Giai đoạn III SUCCEED
Vào ngày 6 tháng 6 năm 2011, Ariad và Merck đã công bố kết quả chi tiết từ nghiên cứu ngẫu nhiên lớn nhất từ trước đến nay trong quần thể sarcoma mô mềm và xương, thử nghiệm lâm sàng giai đoạn III SUCCEED. SUCCEED đã đánh giá Ridaforolimus đường uống, ở những bệnh nhân bị sarcomas mô mềm hoặc xương di căn, những người trước đây có phản ứng thuận lợi với hóa trị. Trong quần thể bệnh nhân này, Ridaforolimus đã cải thiện tỷ lệ sống không tiến triển (PFS) so với giả dược, điểm cuối chính của nghiên cứu. Kết quả nghiên cứu hoàn chỉnh được trình bày bởi Sant P. Chawla, MD, giám đốc, Trung tâm Ung thư Sarcoma, Santa Monica, CA, trong cuộc họp thường niên năm 2011 của Hiệp hội Ung thư lâm sàng Hoa Kỳ (ASCO).  Thử nghiệm SUCCEED (Đánh giá lâm sàng đa trung tâm của Sarcoma về hiệu quả của Ridaforolimus) là một thử nghiệm ngẫu nhiên (1: 1), kiểm soát giả dược, mù đôi về thuốc điều trị bằng thuốc uống hai lần đối với Ridaforolimus dùng ở 40   mg / ngày (năm trong bảy ngày mỗi tuần) ở những bệnh nhân bị sarcomas mô mềm hoặc xương di căn trước đây có phản ứng thuận lợi với hóa trị. Ridaforolimus bằng miệng đã được FDA cấp giấy chứng nhận đánh giá giao thức đặc biệt (SPA) cho thử nghiệm SUCCEED. Dựa trên 552 sự kiện sống sót không tiến triển (PFS) ở 711 bệnh nhân, (Ridaforolimus (N = 347), giả dược (N = 364) được xác định bởi một ủy ban đánh giá X quang độc lập, nghiên cứu đã đạt được điểm cuối chính của cải thiện PFS, với một có ý nghĩa thống kê (p = 0,0001) giảm 28% nguy cơ tiến triển hoặc tử vong quan sát thấy ở những người được điều trị bằng Ridaforolimus so với giả dược (tỷ lệ nguy hiểm = 0,72). PFS trung vị là 17,7 tuần đối với những người được điều trị bằng Ridaforolimus so với 14,6 tuần trong nhóm giả dược. Hơn nữa, dựa trên phân tích đầy đủ về PFS được xác định theo đánh giá của điều tra viên, đã giảm đáng kể về mặt thống kê (p <0,0001) bởi Ridaforolimus về nguy cơ tiến triển hoặc tử vong so với giả dược (tỷ lệ nguy hiểm = 0,69). Trong phân tích đánh giá điều tra viên, PFS trung vị là 22,4 tuần đối với những người được điều trị bằng Ridaforolimus so với 14,7 tuần trong nhóm giả dược 